# 샘 해리스

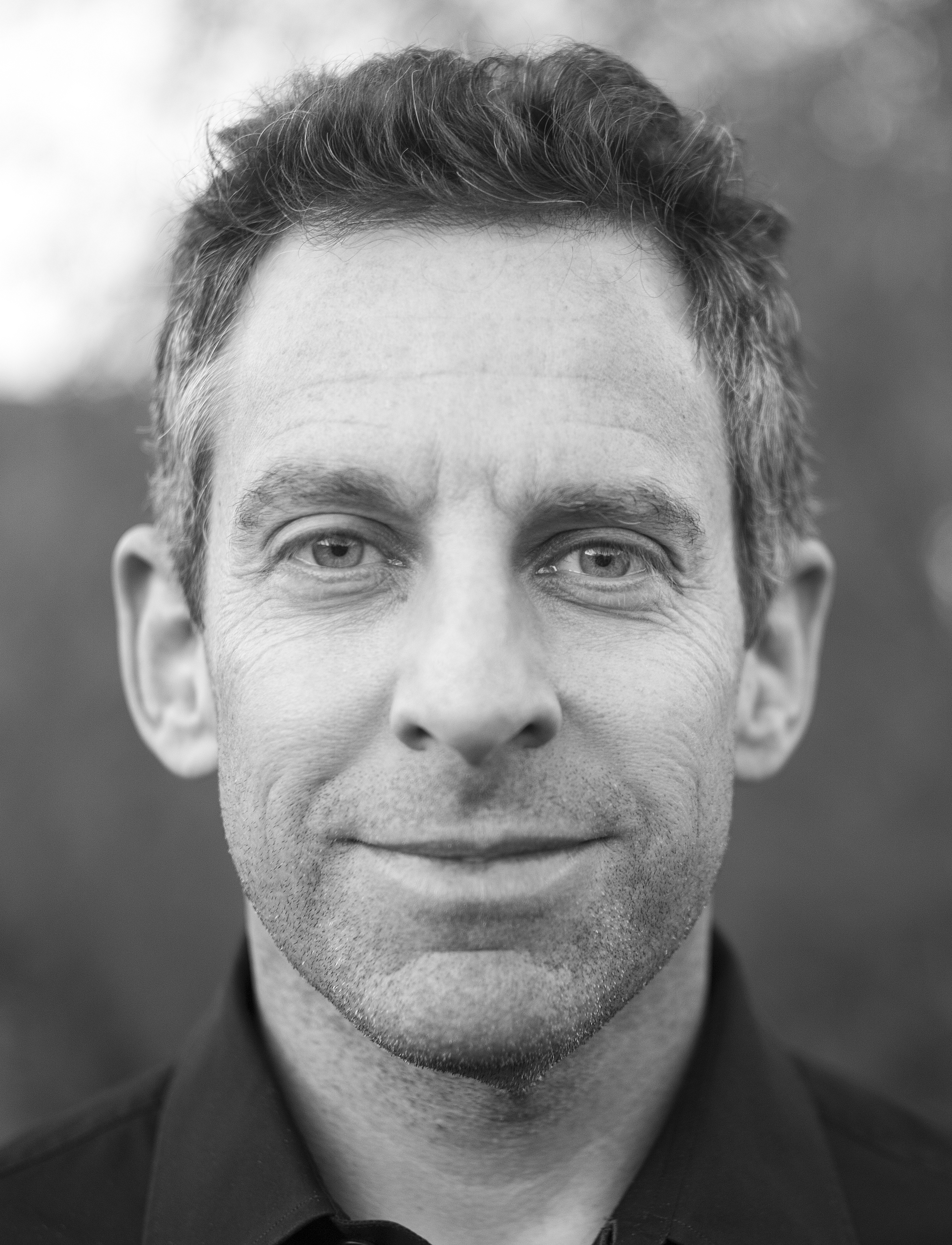
Sam Harris 2016 (cropped)

샘 해리스(Samuel Benjamin Harris, 1967년 4월 9일 ~ )는 미국의 신경 과학자, 철학자, 작가, 종교 비평가, 블로거, 대중지식인이며 라디오 방송인이다. 그의 작품은 합리성, 윤리, 자유 의지, 신경 과학, 명상, 마음 철학, 정치, 이슬람, 테러 및 인공 지능을 포함한 광범위한 주제에 대해 다루고 있다. 그는 리처드 도킨스 (Richard Dawkins), 크리스토퍼 히친스 (Christopher Hitchens), 다니엘 데넷 (Daniel Dennett)과 함께 현대 신무신론자 4명의 기수 중 한 명으로 여겨진다. Harris의 첫 번째 저서 The End of Faith (2004)는 PEN / Martha Albrand Award for First Nonfiction을 수상했으며 33주 동안 The New York Times 베스트 셀러 목록에 있었다. 도덕적 풍경 (2010)에서 그는 과학은 도덕적 문제에 답하고 인간의 안녕을 도울 수 있다고 주장한다. 그는 2011년에 '거짓말', 2012년 단편 'Free Will', 2014년 '종교없는 영성 안내서' 등을 저술하였다.

## 생애 및 교육
해리스는 1967년 4월 9일 로스 앤젤레스에서 배우 버클리 해리스와 The Golden Girls를 만든 TV 프로듀서 Susan Harris의 자녀로 태어났다. 그의 아버지는 퀘이커 교도의 배경에서 왔고 그의 어머니는 유태인이지만 종교적이지는 않았다. 그는 두 살 때 부모님의 이혼으로 어머니가 키웠다. 스탠포드 대학교에서 그의 원래 전공은 영어였지만, 그는 학문적 호기심에서 마약 MDMA을 시도한 후 순수한 도덕적인 고양상태를 경험하였으며, 철학과 심리학에 관심을 가지게 되었다. 이 경험을 통해 그는 마약을 사용하지 않고 영적 통찰력을 얻을 수 있다는 생각에 관심을 갖게되었다. 2학년인 1986년 인도와 네팔으로 갔고, 그는 Dilgo Khyentse, Tulku Urgyen 등의 스승 및에서 불교도와 힌두교 전통에서 명상을 수행했다. 이중 2년은 묵언 수행을 집중적으로 행하였다. 11년 후, 1997년 그는 스탠포드로 돌아가 2000년 철학 학사를 취득하였으며 911테러 이후 그의 첫 번째 저서 'The End of Faith'를 쓰기 시작했다. 2009년 믿음, 불신 및 불확실성에 대한 기능성 자기 공명 영상을 이용한 신경 기초에 대한 연구로 UCLA에서 박사 학위를 받았다. 박사 학위 논문 제목은 '도덕적 풍경'이였으며 과학이 인간의 가치를 어떻게 결정할 수 있었는지를 주제로 하였다. 지도 교수는 Mark S. Cohen이었다.

## 명상
Harris는 세속적인 명상 실천을 지지한다. 그의 수행은 위파사나와 Dzogchen 전통에 속한다. 명상 수행자들은 수행중 종종 마음이 극도로 평화로워지는 순간(meditative)을 경험하는데 이러한 황홀감은 명상의 주된 목적이 될 수 없다고 그는 주장한다. 그는 명상의 핵심 목표는 수행자들이 자신의 감정, '나라는 느낌'이 환상임을 알 수 있도록하는 것이며, 이를 통해 어떠한 상황속에서도 의식이 자유로울 수 있음을 깨닫는 것이다. 현대인들의 대부분은 '나라는 느낌'에 집착하며, 대부분의 경우 이는 심리적인 고통을 낳는다. 호흡에 집중하는 마음챙김 명상을 통해 욕망과 집착으로 어지러운 마음을 이완시킬 수 있다는 것이다.

## 도서
- 신 없음의 과학
- 나는 착각일 뿐이다
- 신이 절대로 답할 수 없는 몇 가지
- 자유 의지는 없다
- Free Will
- 거인의 통찰